# Ga dan!
Ga dan! is een lied van de Nederlandse zangeres Roxy Dekker. Het werd in 2025 als single uitgebracht.

## Achtergrond
Begin januari 2025 gingen voor het eerst geruchten voor het uitbrengen van een nieuwe single van Roxy Dekker nadat zij samen met het personage Cheryl Morero van Gooische Vrouwen, gespeeld door Linda de Mol, werd gespot in de P.C. Hooftstraat in Amsterdam. Uiteindelijk bleken dit de opnames te zijn van de videoclip van Dekkers nieuwe single Ga dan!. Op het platform TikTok deelde Dekker, net als zij dat deed bij haar eerdere singles, fragmenten van de single voorafgaande aan het uitbrengen op 17 januari 2025. Mede door het verschijnen van Cheryl Moreno in de clip kreeg Ga dan! al voorafgaande aan het uitbrengen veel publiciteit.
Ga dan! is geschreven door Dekker in samenwerking met Julian Vahle, de zoon van Linda de Mol. Het is een nummer in het genre nederpop en gaat over een jongen in Dekkers leven die ze snel weg wil hebben, vandaar de titel “Ga dan!”. De videoclip werd evenals de single uitgebracht op 17 januari 2025. In de videoclip is, zoals eerder al uitgelekt, een bijrol weggelegd voor Linda de Mol als Cheryl Moreno. Het nummer werd al voorafgaande aan het uitbrengen miljoenen keer beluisterd en op het platform TikTok volgden 5900 video's waarin het nummer werd gebruikt, onder andere door personeel van de Albert Heijn die het als grapje gebruikte richting concurrent Jumbo. Concurrent Jumbo reageerde hierop door TikToks te maken waarin Albert Heijn op de hak werd genomen naar aanleiding van haar oproep om bessen terug te brengen, omdat deze mogelijk Hepatitis A bevatten. Een week later waren alle filmpjes weer verwijderd van het platform omdat deze niet conform de regels van TikTok waren.
- MusicBrainz release group: 9f1a4f36-1496-48c4-9bc7-e853a4e40dfa